# Spartak d'Aguadinha
Maillots
L'Associação Spartak D'Aguadinha est un club cap-verdien de football basé à São Filipe sur l'île de Fogo.

## Histoire
- Septembre 2002 : Fondation du club

## Palmarès
- Championnat de L'île de Fogo :
  - Vainqueur en 2015

## Bilan saison par saison

### Compétition nationale
|      | Groupe | Classement | Points | Journées | V | N | D | B.M. | B.P. | Diff. |
| 2015 | 1A     | 5e         | 3 pts  | 5        | 1 | 0 | 4 | 5    | 9    | -4    |

### Compétition régionale
|         | Groupe | Classement | Points | Journées | V  | N | D | B.M. | B.P. | Diff. |
| 2013-14 | 2      | 5e         | 31 pts | 18       | 9  | 5 | 4 | 25   | 18   | +7    |
| 2014-15 | 2      | 1er        | 44 pts | 18       | 14 | 2 | 2 | 73   | 23   | +50   |

## Statistiques dans le championnat national
- Meilleur classement : 5e
- Matchs gagnés : 1
- Buts inscrits : 5
- Points : 3

## Entraîneurs
- Joel de Castro[1] (2014-septembre 2015)
- Jaime Veiga (depuis septembre 2015)